# Marie Calma
Marie Veselá, rozená Hurychová, křtěná Marie Aloisie Františka, pseudonym Marie Calma, nebo také Calma-Veselá, (8. září 1881, Unhošť – 7. dubna 1966, Praha), byla česká spisovatelka, překladatelka a pěvkyně (sopranistka), ale i organizátorka kulturního dění v Luhačovicích.

## Biografie
Pocházela z rodiny pražského advokáta Matěje Hurycha. Byla druhou manželkou Františka Veselého, zakladatele lázeňství v Luhačovicích. Je pochována na pražských Olšanech.
Od 30. let 20. století udržovala také písemnou korespondenci s Marií Calmou–Veselou česká prvorepubliková spisovatelka Tylda Meinecková.

## Publikační činnost

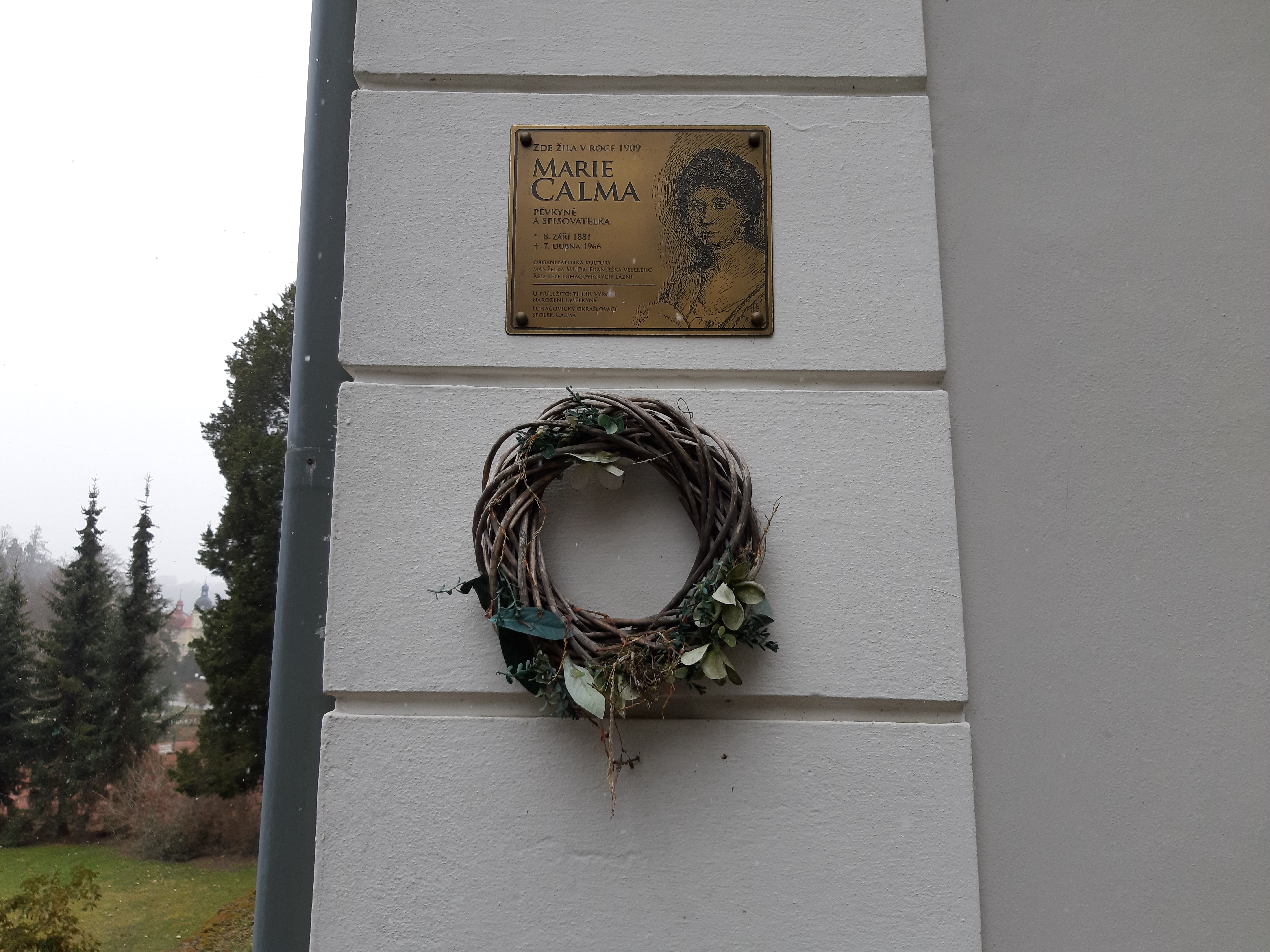
Památník v Luhačovicích

Marie Calma se ve své literární činnosti věnovala jak poezii (např. Písně moderní Markétky (1923), Jarní zpěvy (1929), Ejhle člověk (1934)), tak pohádkám (např. Sny jarních nocí (1908), Pohádka o českých muzikantech (1925)) a próze (např. Věční poutníci: děje z bývalého ruského Polska (1924)).

### Překlady do češtiny
Marie Calma překládala především z francouzštiny (např. Antoine de Saint-Exupéry, Simone de Beauvoir) a také polštiny (např. Józef Weyssenhoff).

## Marie Calma a Leoš Janáček
Literatura o Leoši Janáčkovi vesměs uvádí, že se Marie Calma a její manžel zasloužili o to, že opera Její pastorkyňa, po dvanáctiletém nezájmu pražského Národního divadla, byla na této scéně uvedena. Zdenka Janáčková vzpomínala, že ředitel Národního divadla Gustav Schmoranz byl náhodně zaujat zpěvem Marie Calma, když zpívala pro něj neznámé Zdrávas Královno z Její pastorkyně. To mělo kladný vliv na přijetí opery.